# في وقتنا (مجموعة قصصية)
كانت في وقتنا أول مجموعة قصصية لارنست هيمنجواي، نشرتها دار «بوني وليفرايت» في نيويورك عام 1925، وقد أُخذ العنوان من الكتاب الإنجليزي للصلوات المشتركة «يارب امنحنا السلام في وقتنا».
وتصف الفصول أعمال الحرب ومصارعة الثيران والأحداث الجارية، ولقد نشرت بدون عناوين، لكن طبعة 1924 التي طبعت في باريس عُرفت باسم «في وقتنا»، وقد تألفت الطبعة من 32 صفحة و18 مقالة قصيرة كلها تقريبًا مما أصبحت فصول مشتركة في طبعة نيويورك عام 1925، وقد وُسعت «قصة قصيرة جدًا» و«الثوري» إلى قصص قصيرة.
وقد بدأ هيمنجواي بستة مقالات نثرية قصيرة كلفه بها عزرا باوند لمجلة «ذا ليتل ريفيو»، ونشرت عام 1923، وتم الاعتراف بالمجموعة القصصية كتطور هام في الأدب فور خروجها إلى النور، كما عُرفت بثراء لغتها ووصفها الغير مباشر لمشاعر الشخصيات الذي يتحقق من خلال أسلوب أُشير له فيما بعد بنظرية الاسقاط عند هيمنجواي، «نظرية الجبل الجليدي».
كتب هيمنجواي 14 قصة قصيرة لمجلد نيويورك 1925، والذي يضم بعض القصص المعروفة ذات طابع شبيه بالسيرة الذاتية  مثل «المخيم الهندي» و«الطبيب وزوجته» و«كارثة لثلاثة أيام» و«النهر الكبير ذو القلبين»، كما كتب «في الميناء عند سميرانا» لطبعة سكريبنر عام 1930، وقد أكملت موضوعات القصص - كالاغتراب والضياع والحزن والفراق - العمل الذي بدأه هيمنجواي بالمقالات الست الأصلية.

## الخلفية
في التاسعة عشر من عمره، أُرسل هيمنجواي إلى الجبهة الايطالية كسائق سيارة اسعاف تابع للصليب الأحمر، وقد جُرح مرات عدة جراء اطلاق قذائف الهاون وقضي ستة أشهر يتعافي في مستشفي ميلانو حيث وقع في حب ممرضته «أغنيس فون کوروسکی»، وقد خططا للزواج لكن عندما ارسلت له رسالة تخبره فيها انها قد خُطبت لضابط ايطالي بعد عودته إلى ميشيغان بوقت ليس بالطويل، عاد مرة أخرى إلى الصحافة.
عاد هيمنجواي إلى باريس عام 1922 بعد أشهر قليلة من زواجه بـ «هادلي ريتشاردسون» كمراسل دولي لمجلة «تورونتو ستار»، حيث قابل جيرترود شتاين وعزرا باوند وفرنسيس سكوت فيتزجيرالد وجيمس جويس، وسافر إلى جميع انحاء اوروبا ليرسل أخبارًا عن الحرب اليونانية التركية والأحداث الرياضية في إسبانيا وألمانيا.
توطدت الصداقة بين ارنست هيمنجواي وعزرا باوند عام 1922، فـكانت «التجارة والملاكمة ودروس التنس من أجل نصائح باوند للكتابة»، وقد امتدت صداقة باوند إلى حد دعم الكاتب الشاب، ونشر ستة قصائد له - هيمنجواي - في مجلة الشعر.

## المحتوي

### الفصول
نُشرت المقالات الست في مجلة «ذا ليتل ريفيو» متناولة الحرب ومصارعة الثيران، وقد تراوحت بين 75-187 كلمة، أما مشاهد المعركة فقد استوحاها هيمنجواي من صديقه «اريك دورمان سميث» الذي كان في معركة مونس، وقد نشأت قصة مصارعة الثيران اصلا من «مايك ستراتر»، وقد كان هيمنجواي شاهد عيان على قصة الحرب اليونانية التركية، أما بقية السلسلة فمن الأخبار عن اعدام ستة وزراء يونانيين خلال محاكمة الستة.

## القصص القصيرة
تبدأ المجموعة بقصة «المخيم الهندي» و«الطبيب وزوجته»، وهما قصتين يربطهما الموضوع، تقع احداثهما في ميشيغان وبطلهما هو «نيك آدامز»، وفي «نهاية شئ ما» ينهي آدامز علاقته مع فتاة، وفي القصة التي تليها «كارثة لثلاثة أيام» يشرب مع صديقه من البحيرة، وفي «المقاتل» يقابل نيك ملاكم محترف في طريقه إلى المنزل عائدًا من الحرب، ثم تبعتها «قصة قصيرة جدًا» وهي قصة حب تقع في إيطاليا خلال الحرب العالمية الأولى، و«بيت الجنود» تقع في ولاية أوكلاهوما، و«الثائر» تقع كذلك في إيطاليا، وتتبعها ثلاث قصص عن الزواج: «السيد والسيدة اليوت» و«قطة في المطر» و«في غير أوانه»، ويظهر نيك في «عبر ثلوج البلاد» التي تقع احداثها في سويسرا، و«سيدي العجوز» تقع احداثها في باريس، ينتهي المجلد بقصة من جزأين بطلها نيك آدامز هي «النهر الكبير ذو القلبين» تقع احداثها في ولاية ميشيغان، وفي طبعة سكريبنر عام 1930 ظهرت قصة «في الميناء عند سميرانا» كأول قصة.